# Lac Tiblemont
Lac Tiblemont är en sjö i Kanada.   Den ligger i regionen Abitibi-Témiscamingue och provinsen Québec, i den sydöstra delen av landet, 300 km norr om huvudstaden Ottawa. Lac Tiblemont ligger 306 meter över havet. Arean är 19,5 kvadratkilometer. Den sträcker sig 10,9 kilometer i nord-sydlig riktning, och 5,4 kilometer i öst-västlig riktning.
I omgivningarna runt Lac Tiblemont växer i huvudsak blandskog. Trakten runt Lac Tiblemont är nära nog obefolkad, med mindre än två invånare per kvadratkilometer.